# Adriana Vignoli
Existe una directora brasileña de arte para cine llamada Adriana Vignoli.
Adriana Carmen Vignoli (Rosario, 29 de octubre de 1966 - ibídem, 26 de septiembre de 2013) fue una docente, artista y escenógrafa argentina. Su abuelo materno fue el escultor Erminio Blotta (1892-1976), y su abuela paterna Elvira de Vignoli, la primera bioquímica de la ciudad de Rosario. Una de sus hermanas es la novelista, poetisa, periodista, traductora y crítica de arte Beatriz Vignoli, n. 1965).

## Síntesis biográfica
En 1995 fue ayudante alumna de la cátedra Implementación de la Facultad de Humanidades y Artes de la Universidad Nacional de Rosario (UNR).
Desde 1995 se desempeñó como docente en la Escuela Provincial de Teatro n.º 3013 (nivel terciario) ocupando los siguientes cargos:
- docente titular de Diseño, Área Historia de la Cultura (2009-2012);
- cargo docente en el Departamento de Producción (2012-2006);
- docente interina de la asignatura Diseño, área Historia de la Cultura (2003-2009);
- docente de Taller de Producción y Montaje (2005);
- cargo docente en el área Técnicas del Escenario (2001 y 2002);
- cargo docente en el Departamento Técnico para la creación de Utileroteca (2000);
- asistente de Escenografía y Vestuario del Departamento de Producciones (1998 y 1999);
- docente de Taller de Confección de Máscaras y Objetos Escénicos (1995).

Entre 1997 y 1999 tuvo a cargo los siguientes cursos:
- Seminario de Máscaras y Técnicas en la Asociación Argentina de Actores;
- Seminario de Utilería en la Escuela Provincial de Teatro y Títeres n.º 5029;
- Seminario de Maquillaje Teatral en la Escuela Provincial de Danza;
- Taller de Experimentación de Técnicas Artísticas para la construcción de objetos escénicos y efectos especiales dirigido a estudiantes de teatro y alumnos particulares.

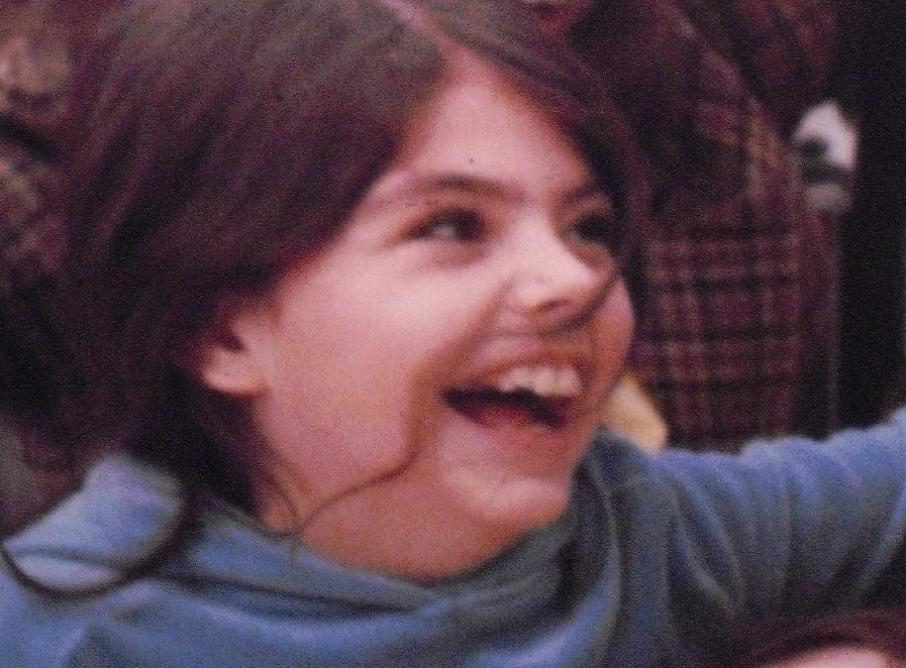
Adriana Vignoli a los ocho años de edad (en 1975).

Se capacitó extracurricularmente en artes escénicas: en técnicas de aplicación artística y escénica, como por ejemplo, serigrafía, maquillaje teatral y cinematográfico, efectos especiales, decoración e interiorismo, montajes escenográficos, construcción de objetos, diseño de vestuario y moda; tomando clases con artistas y diseñadores, trabajando como asistente de montaje, o investigando de manera autodidacta (1995-2000).
Estudió teatro, danza contemporánea, expresión corporal, dirección y puesta en escena, con profesores de trayectoria dentro del ámbito cultural y artístico de la ciudad de Rosario; asistiendo a talleres, seminarios y cursos dictados tanto en el circuito privado como en la jurisdicción de la enseñanza pública (1988-1994).
Egresó en 2010 como profesora de Bellas Artes, título otorgado por la Facultad de Humanidades y Artes, de la Universidad Nacional de Rosario.
En 2013 estaba finalizando el cursado de la Licenciatura en Bellas Artes en la especialidad de Escultura. Fue auxiliar de la cátedra de Escultura III, comisión B ―cuyo titular era Hugo Oscar Masoero―, de la Carrera de Bellas Artes de la Facultad de Humanidades y Artes de la UNR (2008-2012).
Concursada en 2009 (ayudantía de 2.ª) y adscripta en 2011 por Resolución n.º 487/2011 D.

## Trayectoria laboral artística
Entre 1993 y 2011 participó en montajes escénicos, teatrales y fílmicos mediante la dirección de arte, asistencia técnica y estética en producciones de teatro y danza; el diseño y realización de escenografía, objetos, vestuario, utilería, máscaras, iluminación; como así también el arte, maquillaje y efectos especiales para cortometrajes de cineastas de Rosario.
A partir de 1985 realizó trabajos de decoración, diseño y montaje colaborando con arquitectos, diseñadores o artistas y realizando por cuenta propia ambientaciones, vidrieras y trabajos de restauración e interiorismo.
En 1988 incursionó en el terreno del espectáculo y los eventos artístico-culturales participando tanto en producciones artísticas de circuitos sociales privados: shows, fiestas y eventos (1988-2001) como en producciones artísticas de circuitos culturales oficiales: festivales, carnavales, desfiles y espectáculos públicos (1994-2002).
Como artista participó en presentaciones de trabajos, proyectos y obras de arte dentro del ámbito universitario (1987-2011) y en muestras y exposiciones individuales y colectivas dentro del ámbito cultural de Rosario (1996-2011).
También se destacó su participación en bienales, asumiendo distintos roles:
- en la Segunda y Tercera Bienal de Moda Arte (Rosario), como expositora en muestras móviles y estáticas
- en la Cuarta Bienal de Moda Arte (Rosario), como miembro del equipo organizador y expositora (1994, 1997 y 2000).

Durante 2005, 2006 y 2007 transitó su experiencia como jurado de concurso en el rol de coordinadora y miembro de los jurados en los Festejos de Carnaval organizados por la Subsecretaría de Cultura de la Municipalidad de Rosario.

## Algunas publicaciones y proyectos de investigación
Publicó dos artículos en los siguientes medios gráficos de difusión:
- 1998: «El toro y la capa. 6/7, pinturas de Silvia Armentano», en diario Rosario/12
- 2002: «Pretender vivir del arte o el arte de pretender vivir», en revista Señales en la Hoguera.

Desde 1994 desarrolló diferentes proyectos de investigación (inéditos):
- estudios experimentales autodidactas y proyectos de aplicación sobre lenguajes visuales (1994-2002);
- estudios, anteproyectos y propuestas de producción desarrollados dentro del ámbito cultural (1999-2007);
- estudios y anteproyectos de investigación teórico-práctica realizados en el ámbito académico (2001-2012).

## Fallecimiento
Falleció el 26 de septiembre de 2013, a los 46 años, en su ciudad natal, por un cáncer de pulmón.

## Honores

### Concursos, becas y menciones
- 1997: mención especial en la Tercera Bienal de la Moda Arte (Rosario).
- 1999: primer lugar en el Concurso Provincial de Becas para Estudio y Perfeccionamiento, subvencionadas por el Ministerio de Cultura de la Provincia de Santa Fe
- 2007: mención por mejor escenografía en el 46.º Festival de Teatro Infantil de Necochea por la obra Piratas en horizontes de lata.
- 2009: concurso de «auxiliar docente de 2.ª categoría» en la cátedra de Escultura III, Escuela de Bellas Artes, Facultad de Humanidades y Artes, UNR.
- 2011 (21 de octubre): la Universidad Nacional de Rosario la distinguió con un diploma honorífico por mejor promedio como profesora en Bellas Artes correspondiente a la promoción 2010.
- 2013: muestra homenaje en el Centro Cultural La Angostura.[6][7]